# Praxilla (djur)
Praxilla är ett släkte av ringmaskar. Praxilla ingår i familjen Maldanidae.
Kladogram enligt Catalogue of Life:
| Praxilla | \| \| Praxilla kefersteini \| \| \| \| \| \| Praxilla nigrita \| \| \| \| \| \| Praxilla occidentalis \| \| \| \| \| \| Praxilla simplex \| \| \| \| |
|          | \| \| Praxilla kefersteini \| \| \| \| \| \| Praxilla nigrita \| \| \| \| \| \| Praxilla occidentalis \| \| \| \| \| \| Praxilla simplex \| \| \| \| |
|          | Praxilla kefersteini |
|          | |
|          | Praxilla nigrita |
|          | |
|          | Praxilla occidentalis |
|          | |
|          | Praxilla simplex |
|          | |